# Stenommatius mendax
Stenommatius mendax är en tvåvingeart som först beskrevs av Walker 1857.  Stenommatius mendax ingår i släktet Stenommatius och familjen rovflugor. Inga underarter finns listade i Catalogue of Life.